# Ivri Lider
Ivri Lider, hebrejsky עברי לידר‎ (* 10. února 1974 Giv'at Chajim Ichud) je izraelský zpěvák a hudebník.

## Diskografie

### Alba
- 1997: Melatef v'mešaker
- 1999: Joter tov klum me'kimat
- 2002: Ha'anašim ha'chadašim
- 2005: Ze lo oto davar
- 2005: Fight!
- 2006: Live
- 2008: Be'kecev achid be'tnuot šel ha'guf
- 2012: Mišehu pa'am
- 2013: Live
- 2015: Ha'ahava ha'zot šelanu

Ve skupině The Young Professionals:
- 2011/2012: 9am to 5pm, 5pm to Whenever

### Filmová hudba
- Yossi & Jagger (2002) – hlavní motiv a píseň „Bo“
- Walk on Water (2004) – hlavní motiv a coververze písně „Cinderella Rockefella“
- Bublina (2006) – hlavní motiv a coververze písní „The Man I Love“ a „Song To A Siren“